# Franklin Pease Olivera
Franklin Pease Olivera (Chala, Arequipa, 6 de octubre de 1905-Callao, 26 de diciembre de 1976) fue un marino peruano que llegó al grado de vicealmirante. Fue ministro de Educación Pública de 1962 a 1963, durante el gobierno de la Junta Militar de Pérez Godoy-Lindley.

## Biografía
Hijo de Franklin Pease e Inés Olivera, nació en el puerto de Chala. En 1923 ingresó a la Escuela Naval, de donde egresó en 1928 como alférez de fragata. Obtuvo el primer puesto de su promoción y la espada de honor.
Sirvió en los submarinos R-4, R-1 y R-2. En 1933 viajó  a Europa para integrar la tripulación del destructor Almirante Guise, adquirido en Estonia a raíz del conflicto con Colombia. De 1938 a 1940 fue comandante del submarino R-2.
Cuando en 1941 estalló la guerra peruano-ecuatoriana fue destacado al Estado Mayor General de Aviación como oficial de enlace. En 1942 viajó a Argentina en misión de estudios.
En 1945 fue asignado al Arsenal Naval, donde formó y dirigió la Escuela de Maestranza, donde se construyó el primer buque-grúa del Perú, de nombre 2 de Mayo.
Fue comandante de la fragata Teniente Ferré (1947) y del crucero Almirante Grau (1948). Pasó luego a la Dirección de Personal. En 1949 fue nombrado comandante de la División de Fragatas y de la fragata Teniente Gálvez.
En 1951 cursó estudios en la Escuela Superior de Guerra Naval. Luego fue sucesivamente jefe de Estado Mayor de la Escuadra (1953), director de Personal de Marina (1954), agregado naval en Argentina (1955), comandante de la Fuerza Fluvial del Amazonas (1957), presidente de la Comisión de Límites con Ecuador (1958), director de la Escuela Superior de Guerra Naval (1959). Culminó su carrera naval como comandante general de la Escuadra (1961).
En 1958, bajo el segundo gobierno de Manuel Prado Ugarteche, fue ascendido a contralmirante. En diciembre de 1961, ascendió a vicealmirante.
En julio de 1962 fue nombrado ministro de Educación Pública en el gobierno de la Junta Militar, que estuvo presidida sucesivamente por los generales Ricardo Pérez Godoy y Nicolás Lindley. Concluida su gestión en julio del año siguiente, fue nombrado gerente de la Corporación Peruana de Vapores.
Pasó al retiro el 31 de diciembre de 1963. Durante esta última etapa de su vida, fue presidente de la Asociación de Oficiales Generales y vicepresidente de la Cruz Roja Peruana. También fue director de los astilleros peruanos Verolme.

## Descendencia
En 1938 se casó con María García-Yrigoyen, con quien tuvo tres hijos, entre ellos el historiador Franklin Pease García-Yrigoyen (1939-1999); y el sociólogo y político Henry Pease García-Yrigoyen (1944-2014).

## Condecoraciones
Entre sus condecoraciones, destacan:
- Orden El Sol del Perú, en el grado de Gran Oficial.
- Orden Militar de Ayacucho, en el grado de Gran Cruz.
- Cruz Peruana al Mérito Naval, en el grado de Gran Cruz
- Orden de las Palmas Magisteriales
- Laureles Deportivos
- Medalla de la Cultura del Perú